# Santiago Zula
Santiago Zula är en ort i Mexiko, tillhörande kommunen Temamatla i delstaten Mexiko. Santiago Zula ligger i den centrala delen av landet och tillhör Mexico Citys storstadsområde. Orten hade 2 292 invånare vid folkmätningen 2010.